# تحفيز مالي
تحفيز مالي في الاقتصاد (بالإنجليزية:Financial incentives ) هو مبلغ من المال يدفع لموظف بغرض تشجيعه، وتستخدم هذا التعبير أيضا بالنسبة إلى الخفض الضريبي الذي تقوم به بعض الحكومات في أوروبا للمستهلك الذي يقوم بإنشاء نظام في بيته لاستخدام الطاقة الشمسية في توليد الكهرباء كتشجيع على استغلاله الطاقة المتجددة. كما يمكن أن تدفع الحكومة التحفيز المالي للشركة المنتجة للألواح الشمسية بغرض أن يكون الإنتاج في متناول المستهلكين حيث تكون تكلفة نظام الألواح الشمسية أعلى تكلفة عن تكلفة الكهرباء الآتية من الشبكة الكهربائية العادية.
والغرض من تلك التحفيزات هو التقليل من اعتماد الدولة على مصادر الطاقة الخارجية مثل النفط والغاز الطبيعي، أي تأمين البلد من الاعتماد على الخارج، ومن ناحية أخرى تشجيع الصناعة الوطنية وضمان لها مركزا سباقا في السوق العالمي. وكذلك تشجيع المستهلك على استغلال مصادرا للطاقة لا تلوث البيئة ولا تصدر ثاني أكسيد الكربون الذي يسبب الأحتباس الحراري.

## التحفيز المالي لاستغلالالجهدية الضوئية
عندما يصل ثمن إنتاج الكهرباء بواسطة الطاقة الشمسية يساوي الطاقة الكهربائية الآتية من الشبكة الكهربائية في بلد عندئذ لا تصبح هناك حاجة للتحفيز بالمال. وفي بعض المناطق يختلف سعر الكهرباء خلال اليوم بحسب الشدة في الاستهلاك. وتكون تلكفة التيار عالية وقت الاستهلاك المتزايد ن فقد يرتفع سعر الكهرباء أثناء النهار وسطوع الشمس بسبب حرارة الجو العالية التي تسبب في ارتفاع استهلاك أجهزة التكييف. عندئذ تتساوى تكلفة إنتاج التيار من الطاقة الشمسية ومتوسط سعر الكهرباء الآتي من الشبكة الكهربائية.

## اقرأ أيضا
- طاقة متجددة
- التزام قانوني
- عقد (قانون)